# Ministerio de Asuntos Exteriores
Un Ministerio de Asuntos Exteriores, o Ministerio de Relaciones Exteriores, es aquel que ayuda a formar la política exterior de un Estado soberano, en aras de sus intereses nacionales. Está normalmente está encabezado por un ministro/a de Asuntos Exteriores (a veces llamado Canciller), cargo que es a menudo considerado como la posición ministerial de más alto rango bajo la del jefe de gobierno (primer ministro o presidente). A menudo se le concede al vice primer ministro en los gobiernos de coalición.
En algunos países, tales como India, al canciller se le conoce como ministro de Asuntos Exteriores o, como en el caso de Brasil, Perú y de la antigua Unión Soviética, como el ministro de Relaciones Exteriores. En Estados Unidos, el equivalente al Ministerio de Relaciones Exteriores es el Departamento de Estado, y la posición a su cargo se le conoce como secretario/a de Estado. Otros títulos comunes pueden incluir ministro de relaciones exteriores. En muchos países de habla hispana de América Latina, el ministro de Relaciones Exteriores es coloquialmente llamado canciller (en Brasil, un país de habla portuguesa, se utiliza chanceler).
Los poderes de un ministro de Exteriores pueden variar de un gobierno a otro. En un sistema parlamentario clásico, un ministro de Exteriores potencialmente puede ejercer una influencia significativa en la formación de la política exterior, pero cuando el gobierno está dominado por un primer ministro fuerte del ministro de Asuntos Exteriores podrá limitarse a desempeñar un papel más marginal o secundario en la determinación de la política. Del mismo modo, los poderes políticos invertidos en el ministro de Asuntos Exteriores a menudo son más limitados en los gobiernos presidenciales con un ejecutivo fuerte. Desde el final de la Segunda Guerra Mundial, ha sido común tanto para el ministro de Asuntos Exteriores y ministro de Defensa para ser parte de un gabinete interno (comúnmente conocido como un consejo de seguridad nacional) a fin de coordinar la defensa y la política diplomática. Aunque en los siglos XIX y XX se vieron  muchos jefes de gobierno asumiendo el Ministerio de Asuntos Exteriores, esta práctica se ha convertido poco común en las naciones más desarrolladas.
Junto con sus funciones políticas, ministros de Asuntos Exteriores también son tradicionalmente responsables de muchas funciones diplomáticas, tales como alojamiento líderes del mundo exterior y pasando visitas de Estado a otros países. El ministro de Asuntos Exteriores es generalmente el miembro que más viaja de cualquier gabinete.
En el Reino Unido, el ministro responsable de la política exterior (así como los territorios británicos de ultramar) es el secretario de Estado para Asuntos Exteriores y de la Mancomunidad. Antes de 1968, el secretario de Estado para Relaciones Exteriores solo maneja las relaciones con (no-Commonwealth) países extranjeros, mientras que las relaciones con los países de la Commonwealth y las colonias fueron manejados por el secretario de Estado de Asuntos de la Commonwealth. Por la misma razón, en los países de la Commonwealth que no sea el Reino Unido, los ministros responsables de la manipulación de relaciones tanto con la Commonwealth y países no pertenecientes a la Commonwealth fueron antiguamente generalmente designados ministros de Asuntos Externos.
Aunque es muy raro que haya ningún puesto subnacional canciller, aunque a veces hay una posición de relaciones exteriores de menor importancia, que puede existir supranacional. La Unión Europea se ha ocupado de las relaciones exteriores en ciertas áreas, desde su creación (véase el comisario de Comercio de la Comisión Europea) y su alto representante para Asuntos Exteriores como jefe de la diplomacia europea. Sin embargo sus funciones son principalmente para aplicar la política exterior de la Unión Europea, en lugar de formularlo, que corresponde a los 27 ministros de Asuntos Exteriores en el marco del Consejo de Asuntos Exteriores.

## Lista de Ministerios de Asuntos Exteriores por países
- Alemania: Ministerio Federal de Asuntos Exteriores (Alemania)
- Andorra: Ministerio de Asuntos Exteriores de Andorra
- Argentina: Ministerio de Relaciones Exteriores, Comercio Internacional y Culto
- Australia: Departamento de Relaciones Exteriores y Comercio (Australia)
- Azerbaiyán: Ministerio de Relaciones Exteriores (Azerbaiyán)
- Bolivia: Ministerio de Relaciones Exteriores (Bolivia)
- Brasil: Ministerio de Relaciones Exteriores (Brasil)
- Chile: Ministerio de Relaciones Exteriores (Chile)
- China: Ministerio de Relaciones Exteriores (República Popular China)
- Colombia: Ministerio de Relaciones Exteriores (Colombia)
- Corea del Sur: Ministerio de Relaciones Exteriores (Corea del Sur)
- Costa Rica: Ministerio de Relaciones Exteriores y Culto (Costa Rica)
- Cuba: Ministerio de Relaciones Exteriores (Cuba)
- Ecuador: Ministerio de Relaciones Exteriores y Movilidad Humana
- El Salvador: Ministerio de Relaciones Exteriores (El Salvador)
- España: Ministerio de Asuntos Exteriores, Unión Europea y Cooperación (España)
- Estados Unidos: Departamento de Estado de los Estados Unidos
- Filipinas: Departamento de Asuntos Exteriores (Filipinas)
- Finlandia: Ministerio de Asuntos Exteriores (Finlandia)
- Francia: Ministerio de Asuntos Exteriores (Francia)
- Grecia: Ministerio de Relaciones Exteriores (Grecia)
- Guatemala: Ministerio de Relaciones Exteriores (Guatemala)
- Guinea Ecuatorial: Ministerio de Asuntos Exteriores y Cooperación Internacional de Guinea Ecuatorial
- Guyana: Ministerio de Relaciones Exteriores (Guyana)
- Haití: Ministerio de Relaciones Exteriores y Culto (Haití)
- Honduras: Secretaría de Relaciones Exteriores (Honduras)
- India: Ministerio de Asuntos Exteriores (India)
- Israel: Ministerio de Relaciones Exteriores (Israel)
- Italia: Ministerio de Asuntos Exteriores (Italia)
- Japón: Ministerio de Asuntos Exteriores (Japón)
- Letonia: Ministerio de Asuntos Exteriores de Letonia
- Lituania: Ministerio de Asuntos Exteriores de Lituania
- Marruecos: Ministerio de Asuntos Exteriores, Cooperación Africana y Marroquíes Residentes en el Extranjero
- México: Secretaría de Relaciones Exteriores (México)
- Montenegro: Ministerio de Asuntos Exteriores (Montenegro)
- Suecia: Ministerio de Asuntos Exteriores (Suecia)
- Panamá: Ministerio de Relaciones Exteriores (Panamá)
- Perú: Ministerio de Relaciones Exteriores del Perú
- Portugal: Ministerio de Relaciones Exteriores de Portugal
- Reino Unido: Ministerio de Asuntos Exteriores y de la Mancomunidad de Naciones
- República Dominicana: Ministerio de Relaciones Exteriores (República Dominicana)
- Rumania: Ministerio de Asuntos Exteriores (Rumania)
- Rusia: Ministerio de Asuntos Exteriores (Rusia)
- Tonga: Ministerio de Asuntos Exteriores (Tonga)
- Ucrania: Ministerio de Asuntos Exteriores de Ucrania
- Unión Europea: Vicepresidencia para Asuntos Exteriores y Política de Seguridad
- Uruguay: Ministerio de Relaciones Exteriores (Uruguay)
- Venezuela: Ministerio del Poder Popular para Relaciones Exteriores de Venezuela

- Datos: Q7330070
- Multimedia: Ministers of Foreign Affairs / Q7330070